# Bénédicte Duprez
Pour les articles homonymes, voir Duprez.
Bénédicte Duprez est une nageuse française née le 8 août 1951 à Tourcoing.
Elle est membre de l'équipe de France aux Jeux olympiques d'été de 1968 à Mexico, ; elle termine huitième de la finale du 200 mètres dos et est éliminée en séries du 100 mètres dos. Elle est aussi médaillée de bronze du 100 mètres dos à l'Universiade d'été de 1973 à Moscou.
Elle a été trois fois championne de France de natation en bassin de 50 mètres sur 100 mètres dos (hiver 1967, hiver 1968, hiver 1973) et une fois championne de France sur 200 mètres dos (été 1968).
Elle a détenu le record d'Europe de natation dames du 200 mètres dos de 1968 à 1970 avec un temps de 2 min 27 s 9.
En club, elle a été licenciée au Club des nageurs de Paris.